# Lục Hợp
Lục Hợp (tiếng Trung: 六合区, Hán Việt: Lục Hợp khu) là một quận của thành phố Nam Kinh (南京市), tỉnh Giang Tô, Cộng hòa Nhân dân Trung Hoa. Quận Lục Hợp có diện tích 1485,5 km2, dân số năm 2002 là 860.000 người. Quận Lục Hợp có các đơn vị hành chính gồm 5 nhai đạo và 14 trấn. 